# Eddie Heywood Jr
Pour les articles homonymes, voir Heywood.
Eddie Heywood Jr. né le 4 décembre 1915 à Atlanta, mort le 2 janvier 1989 à Miami est un pianiste et chef d'orchestre de jazz  américain.

## Carrière
Issu d'une famille de musiciens, il étudie le piano à huit ans. Il joue dans l'orchestre de Wayman Carver en 1932, celui de Ralph Porter en 1934. Il travaille avec Benny Carter en 1939, Zutty Singleton, Don Redman. En 1941 il dirige un orchestre qui se produit au Village Vanguard, au Café Society, aux Three deuces à New York. En 1944-1945 il se produit en Californie puis cesse de jouer pour des raisons médicales. Il compose de nombreux thèmes (Canadian sunset) puis se remet à jouer dans les années 1970. Il se produit au Festival de Newport en 1974.

## Discographie
- Coleman Hawkins the chronological 1943-1944 vol.807 Classics